# Кадолив
Кадолив (фр. Cadolive) — коммуна на юго-востоке Франции в регионе Прованс — Альпы — Лазурный Берег, департамент Буш-дю-Рон, округ Марсель, кантон Аллош.
Площадь коммуны — 4,18 км², население — 2125 человек (2006) с тенденцией к стабилизации: 2123 человека (2012), плотность населения — 507,9 чел/км².

## Население
Население коммуны в 2011 году составляло 2124 человека, а в 2012 году — 2123 человека.
| 1962 | 1968 | 1975 | 1982 | 1990 | 1999 | 2006 | 2008 | 2011 | 2012 |
| ---- | ---- | ---- | ---- | ---- | ---- | ---- | ---- | ---- | ---- |
| 1138 | 1125 | 1112 | 1239 | 1626 | 2087 | 2125 | 2136 | 2124 | 2123 |

Динамика населения:

## Экономика
В 2010 году из 1437 человек трудоспособного возраста (от 15 до 64 лет) 1054 были экономически активными, 383 — неактивными (показатель активности 73,3 %, в 1999 году — 69,1 %). Из 1054 активных трудоспособных жителей работали 980 человек (510 мужчин и 470 женщин), 74 числились безработными (34 мужчины и 40 женщин). Среди 383 трудоспособных неактивных граждан 132 были учениками либо студентами, 128 — пенсионерами, а ещё 123 — были неактивны в силу других причин.
На протяжении 2010 года в коммуне числилось 844 облагаемых налогом домохозяйства, в которых проживало 2158,5 человек. При этом медиана доходов составила 22 тысячи 037 евро на одного налогоплательщика.